# Scania Touring
Scania Touring HD – wysokopokładowy autokar turystyczny zaprezentowany w 2009 i produkowany w Suzhou oraz Antwerpii przez szwedzki koncern Scania w kooperacji z chińskim producentem Higer.

## Historia
Scania Touring HD jest pierwszym modelem powstałym we współpracy Scanii z chińskim przedsiębiorstwem Higer. Premiera wersji dwuosiowej o długości 12,08 m miała miejsce na targach Busworld w Kortrijk w październiku 2009, natomiast wersja trzyosiowa o długości 13,7 m zadebiutowała w 2011. Dostępna jest także dwuosiowa wersja o długości 12,9 m. Seria autobusów jest przeznaczona głównie dla przewoźników operujących na regularnych oraz turystycznych trasach międzynarodowych. Design autokaru nawiązuje z przodu do samochodów ciężarowych Scania serii R. Charakterystycznymi elementami są przednia osłona przechodząca płynnie w linię przedniej szyby wraz z trapezowymi światłami przednimi w technologii LED. Z tyłu uwagę zwracają uwagę owalne światła połączone poziomą listwą oraz nieregularnie zakończona tylna szyba wraz ze spojlerem w linii dachu. Wnętrze autokaru może pomieścić, w zależności od długości, 51, 55 lub 57 pasażerów i może być wyposażone w ramach linii Classic lub Comfort. 
Od 2014 autokary Touring HD są oferowane wyłącznie z silnikami spełniającymi normę emisji spalin Euro 6. Jednostkę napędową stanowi silnik Scania DC13 o mocy 302 kW (410 KM), 331 kW (450 KM) lub 360 kW (490 KM) w połączeniu ze zautomatyzowaną 8- lub 12-stopniową skrzynią biegów Scania Opticruise.
Zabudowa podwozi Scanii odbywa się w zakładach Higer w chińskim Suzhou. Stamtąd autokary transportowane są drogą morską do Antwerpii, gdzie w serwisie Scania dokonywana jest ostateczna zabudowa oraz wyposażanie w elementy dodatkowego wyposażenia. Scania Touring jest pierwszym w historii modelem autobusu produkowanym w Chinach i eksportowanym na taką skalę do państw na całym świecie.